# Средна Дунавска равнина
Средната Дунавска равнина попада в средната най-малка част на Дунавската равнина в Северна България и обхваща почти цялата територия на област Плевен, северната част на област Велико Търново, югозападната част на област Русе и почти цялата Община Летница в Област Ловеч. Площта ѝ е 4534,4 km2, а средната ѝ надморска височина е 138 м.

## Граници
Границите на Средната Дунавска равнина са следните:
- на запад – със Западната Дунавска равнина: от село Телиш, област Плевен на североизток до река Дунав по вододела между реките Искър и Вит;
- на север – до южния бряг на река Дунав;
- на изток – с Източната Дунавска равнина: от Голяма река при град Стражица на север до река Дунав по вододела между реките Янтра и Русенски Лом;
- на юг – с Предбалкана. Границата обхожда откъм север по-високия хълмист релеф при село Телиш, по̀ на изток, при село Садовец пресича долината на река Вит, следейки по-нататък северната периферия на Ловчанските височини. Още по̀ на изток границата между Средната Дунавска равнина и Предбалкана пресича река Осъм при село Александрово и продължавайки след това по северното подножие на Деветашкото плато, достига до разседно обусловената по паралела долина на река Росица. По-нататък тя следи южната периферия на запълненото с плиоценски наслаги Ресенско структурно понижение. При село Самоводене границата пресичайки река Янтра върви по северното подножие на праволинейния разседно обусловен склон на Търновските височини и продължава на североизток по долината на Голяма река до град Стражица.

## Релеф
Хълмистият релеф на Средната Дунавска равнина се обуславя от морфографското изражение на долинната мрежа на реките Вит, Осъм и Янтра заедно с добре открояващите се контури на Плевенските височини, Тученишкото плато както и междудолинните плоски вододели около Никопол, Свищов и Павликени – Никополско плато, Свищовско плато и Павликенски възвишения. От друга страна, до голяма степен нейният хълмист облик се подсилва от широкия обхват на асиметричните долини на реките Вит, Осъм и Янтра, от морфографското ретуширане на 14-те Базалтови могили между село Драгомирово и град Сухиндол и от просторните заравнени акумулативни повърхнини на Чернополската, Свищовско-Беленската, Вардимската и Батинската крайдунавски низини. Земите с надморска височина от 0 до 200 м обхващат 3729,2 km2 или 82,24%, а тези от 200 до 600 м – 805,2 km2 или 17,76%.
В морфохидрографско, морфотектонско и комплексно физикогеографско отношение Средната Дунавска равнина притежава редица черти на преходност между Западната и източната област на Дунавската равнина. Тук могат да бъдат диференцирани три ясно изразени физикогеографски (ландшафтни) подобласти – Витска, Осъмска и Янтренска. Докато Витската подобласт обхваща добре изразената асиметрична долина и речна мрежа на река Вит, Осъмската и Янтренската подобласти се отличават с типични меандрови форми. Тук морфографският облик на Плевенските височини (317 м), каньоновидните долини на реките Тученица и Чернялка и контурите на Тученишкото плато не са така контрастиращо откроени, както ерозионните височини, каньоновидните долини и обособените плата в Източната Дунавска равнина.
Най-изразителните форми на релефа в Средната Дунавска равнина са:
- Базалтови могили (Сухиндолски базалтови могили, 14 броя, до 246 м)
- Батинска низина (5 км2)
- Вардимска низина (25,7 км2)
- Драгановски височини (Драгановски рид, 371 м)
- Никополско плато (258 м)
- Плевенски височини (317 м)
- Павликенски възвишения (317 м)
- Свищовско-Беленска низина (171 км2)
- Свищовско плато (239 м)
- Чернополска низина (183 км2)

## Геоложки строеж
В Средната Дунавска равнина в посока от запад на изток се разкриват миоценски, еоценски, палеоценски, сенонски, аптски и баремски седименти, в които преобладават варовиците, варовитите пясъчници, а по-ограничени разкрития имат мергелите. Тук нееднаквата апплитуда на епейрогенните издигания е обусловила морфоложкото изражение на разнопосочните структури, оформянето на едрите черти на релефа и главните конфигурационни особености на сравнително сложната долинна мрежа.
Първоначалното морфогенетично развитие на Средната Дунавска равнина е свързано с образуването на сарматско-понтийската полифациална денудационно-абразионна и акучулативна повърхнина. При по-късното епейрогенно издигане през втората половина на плиоцена тази повърхнина до известна степен е била разчленена и откроена от левантийската денудация. Нейната преобладаваща височина варира от 250 до 280 м. Над съвременната долинна мрежа на областта в твърде широк диапазон на височина от 180 до 200 м се проследяват добра запазените заравнености на левантийската полифациална денудационно-абразионна и акумулативна повърхнина. Нейното очертаване в течение на кватернера е било обусловено от по-нататъшното разчленяване на геоложката основа и от формирането на съвременната долинна мрежа с добре изразените на места 3 до 4 плейстоценски и 1 холоценска тераси.
В течение на полицикличното развитие на релефа в Средната Дунавска равнина се е извършило скулптурното морфогенетично оформяне на Плевенските височини, което е било стимулирано от една страна, от бавното епейрогенно издигане и, от друга страна – от регресивната проява на ерозията на съответните артерии на реките Вит и Осъм. По това време са били оформени контурите на Тученишкото плато и заедно с това се е извършило разчленяването на твърдата карбонатна основа на миоценските, еоценските, палеоценските и сенонските варовици и образуването на каньоновидните долини на реките Тученица и Чернялка. В резултата на полицикличното развитие на релефа през плиоцена и кватернера се е извършило оформянето на долините на реките Осъм и Янтра с техните всечени меандри и привързаните към тях асиметрични долинни разширения, с наличието на полигенни тераси и изоставени речни легла – старици. Освен това върху морфоложкия облик на Средната Дунавска равнина е дал известен отпечатък и меридионалният тектонски процеп с наредените по неговото протежение между село Драгомирово и град Сухиндол 14 базалтови могили. От друга страна, съвременният релеф е обусловен от формирания тук през младия плейстоцен льосов и льосовиден воал, чиято релефообразуваща роля е предизвикала не само фосилизирането и заличаването на контрастите от предишните дольосови земеповърхни форми, но и образуването на съвременния в широк диапазон плосък и отчасти заоблен релеф.

## Геоморфоложки особености
В обсега на Витската подобласт върху геоложкия субстрат на терциерните и сенонските седименти е била формирана асиметричната долина на река Вит и нейните десни притоци – Тученица и Чернялка. Тук по протежение на десния стръмен долинен склон на Вит върху разкриващите се миоценски мергели се наблюдава осезаемият морфогенетичен ефект на активни съвременни и стари загаснали свлачища, а във връзка с преобладаващия карбонатен субстрат на Тученишкото плато стои широкото разпространение на карстовите форми и образуването на каньоновидните долини на реките Тученица и Чернялка. Профилираните от тях етажирани пещери потвърждават дълбокото окарстяване на миоценските, еоценските, палеоценските и сенонските варовици, а проявената тук подземна карстова хидрография чрез наличните карстови извори обуславя карстовото речно подхранване.
В пределите на Осъмската и Янтренската подобласт профилираните от всечените меандри аптски и баремски варовици и варовити пясъчници показват същевременно окарстения характер на тази геоложка основа. Тук при стръмните долинни откоси на меандрите наблюдаваните етажирани пещери и по-малки каверни говорят за дълбокото пониране на атмосферните води, което се потвърждава от профилираните на места карстови извори. от друга страна, в изпъкналите части на меандрите отложените в подножията на долинните склонове делувиални наслаги са не само вместилища на подпочвени води, но са и предпоставка за активна проява на свлачищните процеси.
Високите плоски вододелни гърбища при Сомовит, Никопол и Свищов, които се спускат стръмно към река Дунав, показват морфогенетичното отражение на геоложката основа и на свлачищните прояви. Тук плоските льосови гърбища се отличават с присъщите за тях овални паничища и с наличието на добре изразени откоси, обусловени от вертикалната цепителност на порьозния неспоен седиментен субстрат. По тези места заедно с видимо запазените следи на деформираните от свлачищата тераси на река Дунав признаците на загасналите свлачищни процеси се потвърждават от изразените в морфографско отношение псевдотераси. От друга страна, активните свлачищни прояви тук се потвърждават с осезаеми морфогенетични признаци, представляващи раздрани зачимени повърхнини, добре изразени ванообразни понижения и отложени от гравитационните процеси делувиални маси. Целият този геоморфоложки комплекс е отражение на значителните суфозионни възможности на подпочвените води и ускорената проява на гравитационното свличане, довеждащо в дадени моменти до внезапно, катастрофално срутване. Тук изразените на места скални корнизи на горно- и долнокредните варовици заедно с льосовия воал образуват общи откоси със значителна амплитуда. Водопропускливостта на тази геоложка основа обуславя дълбокото пониране на валежните води, което се потвърждава от профилираните по варовиковите корнизи каверни и наличните под тях карстови извори.

## Климат и води
Средната Дунавска равнина се отличава с умерено-континентален климат, чието формиране е свързано с въздействието на всички онези климатообразуващи фактори, които до голяма степен са присъщи и на Западната Дунавска равнина. Тук обаче при формирането на климата някои специфични условия влияят за по-особеното проявление на тези фактори. Освен по-голямата отдалеченост на Средната област от баричния център на северозападния въздушен пренос тук и климатообразуващото влияние на сравнително по-далечните земи Предбалкана и Стара планина е по-друго. От друга страна, Средната Дунавска равнина в сравнение със съседната Западна област се намира по-близо до баричния център на североизточния въздушен пренос. Тази особеност на климотообразуването в Средната Дунавска равнина обуславя неговата по-ясно проявена континенталност, което се потвърждава от режима и количествените показатели на основните климатични елементи.
Общо взето, по-осезателните континентални черти на климата в Средната Дунавска равнина в сравнение със Западната област се потвърждават не само от по-ниската средноянуарска температура (-3,2 °C) и по-високата средногодишна температурна амплитуда (25,9 °C) на станция Кнежа, но и от нееднаквото средногодишно валежно количество между станция Видин (563 мм) и станция Кнежа (547 мм). От друга страна, за по-ясното изражение на континенталните черти на климата в Средната област свидетелстват и значителните различия (18 – 20%) между летните и зимните валежни количества.
- Станция Плевен:

- средногодишна температура 11,7 °C;
- средна януарска температура -1,5 °C;
- средна юлска температура 23,8 °C;
- средногодишна температурна амплитуда 25,3 °C;
- средногодишна валежна сума 600 мм.

Режимът, количеството и агрегатното състояние на валежите, както и режимът и величината на изпарението и естеството на геоложката основа в Средната Дунавска равнина обуславят нейната сравнително малка водоносност и смесеното дъждовно и отчасти снежно и карстово подхранване на реките. Тук, малкият модул на оттока варира между 0,5 и 2 л/сек/км2 и се обуславя от малкото валежно количество, от значителното изпарение, широкия обхват на водопропускливата геоложка основа и малкия наклон на заетата предимно с обработваеми площи повърхнина. По отношение на водоносността Средната Дунавска равнина заема преходно положение между западната и източната област на Дунавската равнина.
Основните речни артерии в Средната Дунавска равнина са: Вит с десните си притоци Чернялка и Тученица, Осъм с притоците си Шаварна (ляв) и Ломя (десен), Янтра с левите си притоци Росица Елийска река и Студена и малката река Барата, вливаща се директно в Дунав.

## Почви
Почвената покривка в областта, от една страна, е отражение на льосовия и льосовидния почвообразуващ субстрат, а от друга, е значително повлияна от сравнително сухия континентален климат и от естеството на лесостепната растителност. От север на юг се наблюдава редуването на карбонатните, типичните, излужените и оподзолени черноземи. Тази диференциация на почвената покривка в това направление се дължи на нееднаквите валежни количества, на различната литоложка основа и на особеностите на почвообразувателния процес. Освен това като зонално явление в Средната Дунавска равнина са алувиалните и сивите горски почви. Тук алувиалните почви с техните разновидности заемат крайдунавските низини (Чернополска, Свищовско-Беленска, Вардимска и Батинска и речните легла на по-големите дунавски притоци. При тях по-голямата подпочвена влага и високото подпочвено водно ниво са благоприятно условие за наличието на влаголюбива тревна и горска покривка. обикновено сивите горски почви в Средната Дунавска равнина представляват изолирани локалитети, заемащи горнищата на Плевенските височини, където освен карбонатната литоложка основа важна почвообразуваща роля е имала и сравнително сухолюбивата горска растителност.

## Растителност и животински свят
Растителността и животинският свят в Средната Дунавска равнина по видов състав също заемат междинно положение спрямо западната и източната област на Дунавската равнина. тук процентът на сухолюбивите степни тревни видове, които съпровождат естествената горска топлолюбива растителност, е по-голям в сравнение със западната област и, обратно – той е по-малък от този в източната област.